# Oli vegetal

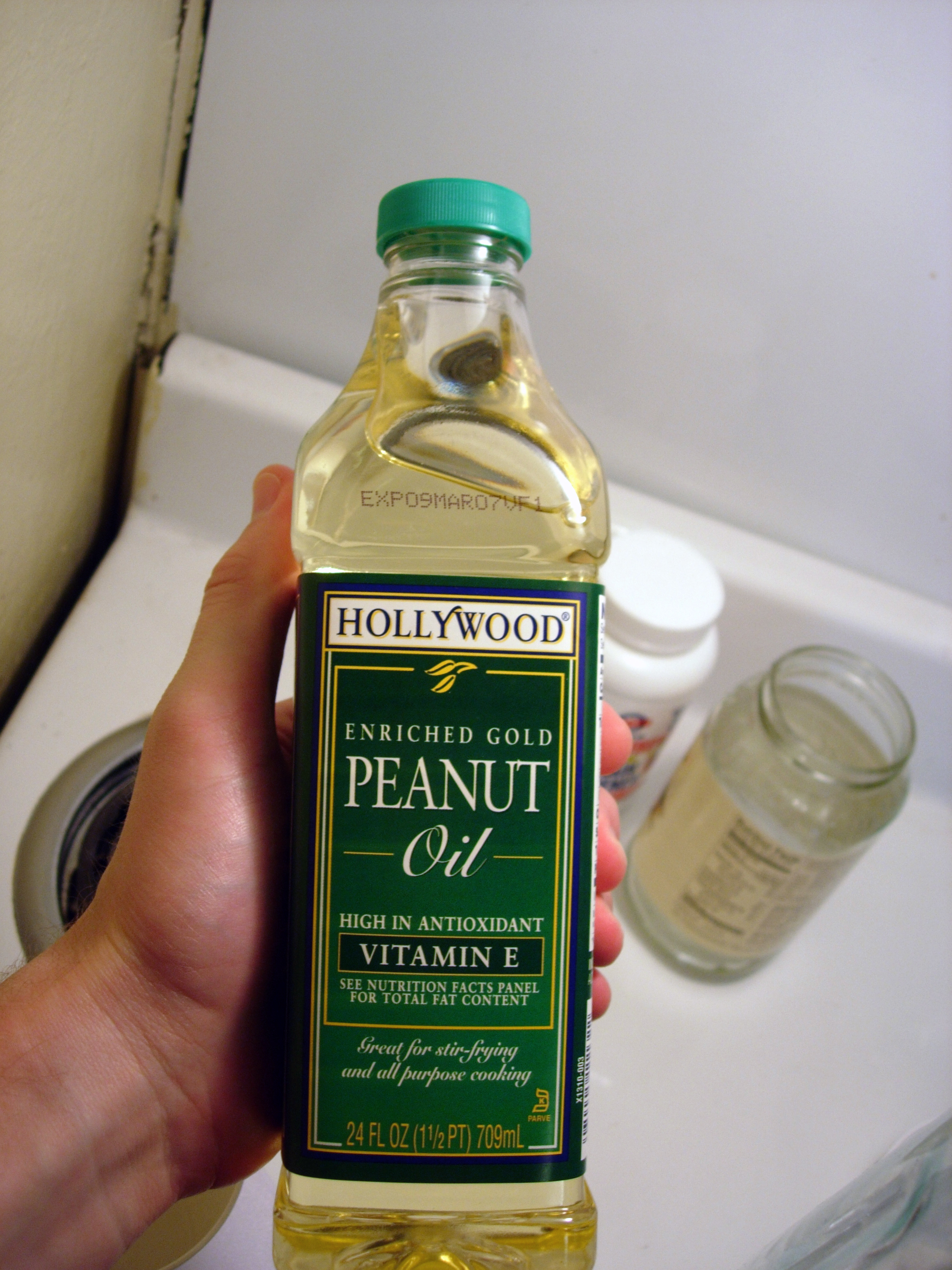
Oli de cacauet.

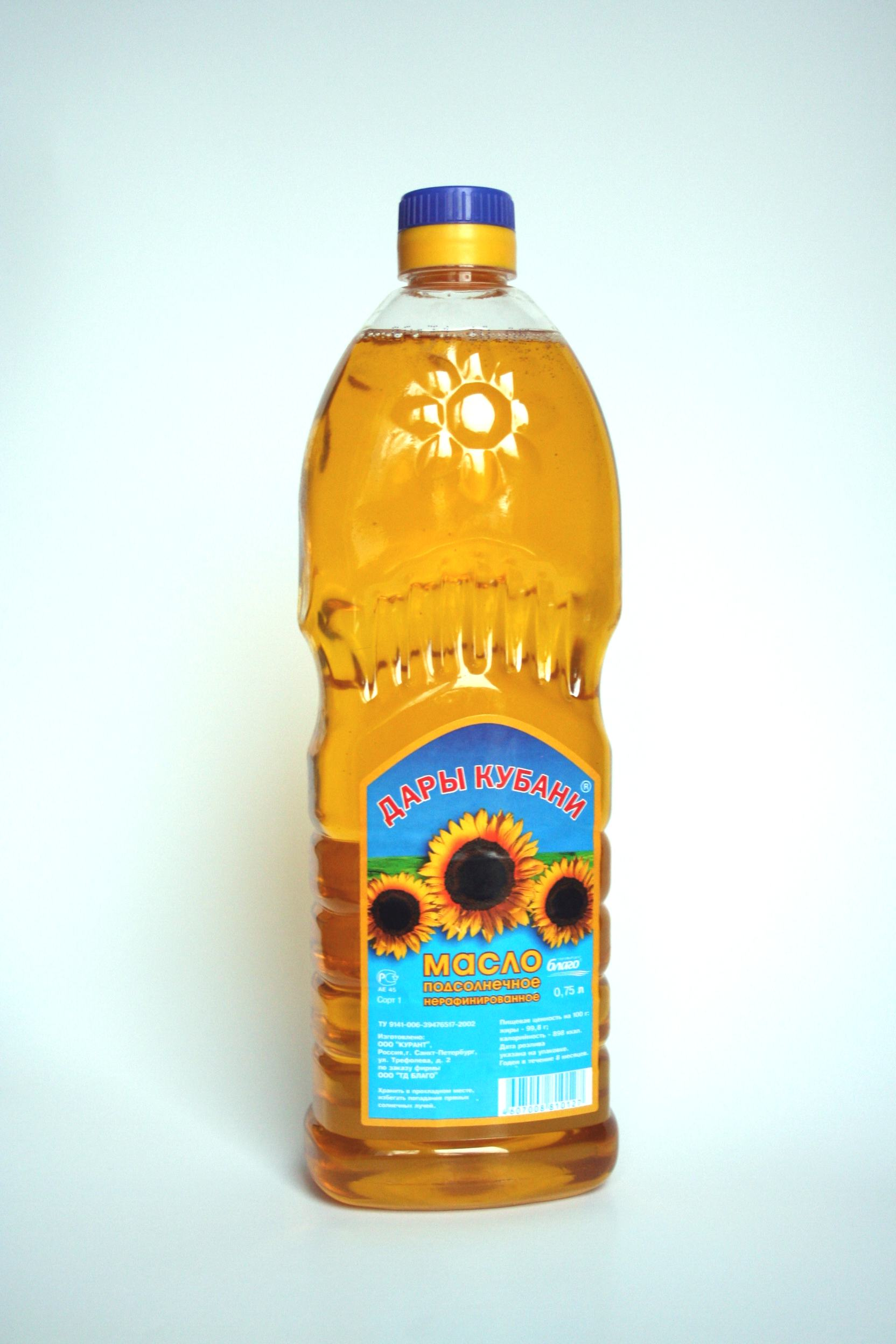
Oli de gira-sol.

L'oli vegetal és un compost orgànic obtingut a partir de llavors o altres parts de les plantes en els teixits dels quals s'acumula com a font d'energia. Alguns no són aptes per a consum humà, com el de ricí (castor oil en anglès) o el de cotó. Com tots els greixos està constituït per glicerina i tres àcids grassos.

## Obtenció
Segons els tipus d'olis s'obtenen per premsat de les llavors o per extracció amb dissolvents. Alguns olis poden passar o no per un procés de refinació (per exemple l'oli d'oliva i loli de cacauet mentre altres sempre han de ser refinats abans de ser consumits (com per exemple oli de gira-sol i oli de soia)

## Usos

### Alimentari
Els olis vegetals són preferibles a les grasses animals per al consum humà. Això es deu al fet que són rics en àcids grassos mico o polinsaturats, una qualitat molt important per a la transformació de greix en l'organisme humà. En l'actualitat és obligació del fabricant de productes que aparegui l'oli vegetal advertir-ho en l'etiquetatge. De vegades aquest advertiment es fa referint-se a l'oli utilitzat, encara que el més comú és que siguin diversos i barrejats en aquest cas s'adverteix simplement que el producte conté olis vegetals, sense especificar. Aquests olis vegetals moltes vegades són utilitzats per produir matèries primeres per a l'elaboració d'aliments ultraprocessats mitjançant la seva transformació a olis refinats.

### Altres
La major part dels olis vegetals s'usen per a alimentar el bestiar. L'oli vegetal més usat per a consum humà és el de girasol. L'oli de palma, que és sòlid a temperatura ambient, s'usa especialment per a sabons i cosmètics.
L'oli de colza produït s'usa per a producció de biodièsel, encara que pot ser produït amb uns altres com el de girasol o el de cànnabis. Encara que també s'ha estès l'ús d'aquests olis vegetals com a combustibles per als motors dièsel.